# فخرالدین رجحی
فخرالدین رجحی (انگلیسی: Fakhreddine Rajhi؛ زادهٔ ۳ اکتبر ۱۹۶۰) بازیکن فوتبال اهل مراکش بود.
از باشگاه‌هایی که در آن بازی کرده‌است می‌توان به باشگاه فوتبال الوداد کازابلانکا اشاره کرد.
وی همچنین در تیم ملی فوتبال مراکش بازی کرده‌است.